# أوده

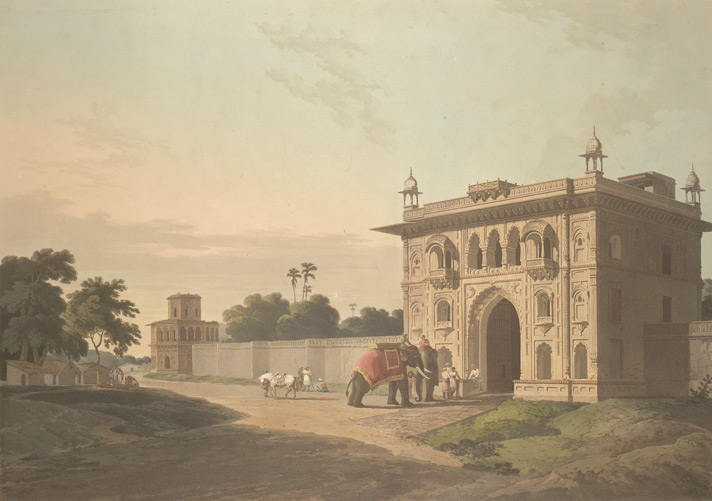
مدخل لال باغ في فيض آباد، تم تصويره بواسطة توماس وويليام دانييل،.

أَوَدْه (بالأردية: اَوَدھ؛ ‎[əˈʋədʱ]‏ ؛ بالإنجليزية: Awadh) هي منطقة ودولة مقترحة في ولاية أتر برديش، والتي كانت تعرف قبل الاستقلال باسم مقاطعتي آغرة وأوده المتحدتين ‏. يحد أوده من الجنوب الغربي الدوآب، ومن الشمال الغربي روهيلكهند ‏، ومن الشمال نيبال، ومن الشرق بوجبور وبوروانجل ‏. يُشار إلى سكانها باسم الأودهيين ‏.
تم تأسيسها كواحدة من اثني عشر صوبات الأصلية (المقاطعات الإمبراطورية ذات المستوى الأعلى) تحت سلطة إمبراطور المغول أكبر في القرن السادس عشر وأصبحت دولة رافدة وراثية في حوالي عام 1722، مع فيض آباد كعاصمة أولية وسعدات علي خان كأول سوبادار نواب وسلفها من سلالة نواب أوده (غالبًا ما يُطلق عليهم اسم نواب وزير المماليك). العاصمة التقليدية لأوده هي مدينة لكهنؤ، وهي أيضًا محطة للمقيم البريطاني، والتي تعد الآن عاصمة ولاية أوتار براديش.